# Gliese 436
Gliese 436 is een rode dwerg met een spectraalklasse van M2.5V. De ster bevindt zich 31,88 lichtjaar van de zon.